# Şebnem Dilligil
Şebnem Dilligil (Ankara, 1º gennaio 1960) è un'attrice turca, nota per aver interpretato il ruolo di Naime nella serie Terra amara (Bir Zamanlar Çukurova).

## Biografia
Şebnem Dilligil è nata il 1º gennaio 1960 ad Ankara (Turchia), attiva sia al cinema che al teatro.
Şebnem Dilligil nel 1981 si è diplomata presso il dipartimento superiore del Conservatorio statale di Ankara. Nello stesso anno ha iniziato a lavorare presso il teatro di Stato. Ha interpretato ruoli da protagonista in opere teatrali come Küçük Prens, Yaban Ördeği, Babayiğit, Bir Yastıkta, Sevgili Doktor, Salıncakta İki Kişi, Fil Adam, İkinci Bölüm, Romanoff’la Juliet gibi oyunlarda başroller üstlendi. Ha recitato in circa venticinque opere teatrali.

### Vita privata
Şebnem Dilligil è sposata con Rahmi Dilligil.

## Filmografia

### Cinema
- Vücut, regia di Mustafa Nuri (2011)
- Pazarlari Hiç Sevmem, regia di Rezzan Tanyeli (2012)
- Ask Kirmizi, regia di Osman Sinav (2013)
- Bizim Hikaye, regia di Yasin Uslu e Yeliz Gurkan (2015)
- Silenced Tree, regia di Faysal Soysal (2020)

### Televisione
- Fadik Intikam Pesinde, regia di Erhan Tursun – film TV (2008)
- Son Bahar – serie TV (2008)
- Ey ask nerdesin – serie TV (2009)
- Ihanet – serie TV (2010)
- Kuzey Güney – serie TV (2012)
- Karadayi – serie TV (2012-2014)
- Yilanlarin Öcü – serie TV (2014-2015)
- Tatli Küçük Yalancilar – serie TV (2015)
- Cesur yürek – serie TV (2016-2017)
- Atesböcegi – serie TV (2017)
- Son destan – serie TV (2017)
- Terra amara (Bir Zamanlar Çukurova) – serie TV (2018-2019)
- Kursun – serie TV (2019)
- Gönül Dagi – serie TV (2020-2022)